# Лукас, Майкл
Майкл Лукас (англ. Michael Lucas, при рождении Андрей Львович Трейвас; род. 10 марта 1972 года, Москва, СССР) — российский, израильский и американский актёр и режиссёр порнографических фильмов для геев. Основатель и исполнительный директор студии «Lucas Entertainment», крупнейшего производителя гей-порно в Нью-Йорке. Также известен своей поддержкой Израиля, где он снял несколько фильмов цикла «Мужчины Израиля». Израильская газета Едиот Ахронот писала, что это первый гей-порнофильм, снятый в Израиле, в котором участвовали только израильские актёры. Los Angeles Times указала, что это первый подобный фильм с полностью еврейским актёрским составом.

## Личная жизнь
Андрей Трейвас родился в 1972 году в Москве в семье инженера Льва Брегмана и учительницы русского языка и литературы Елены Трейвас. В 1994 году окончил Московский государственный юридический университет и открыл турагентство, которым владел до 1995 года. Затем уехал из России — сначала в Мюнхен, а потом во Францию, где и провёл следующие два года. В 1997 переехал в Нью-Йорк.
12 ноября 2004 года Лукас получил американское гражданство. В октябре 2008 было объявлено о браке Лукаса с Ричардом Вингером. В 2014 Лукас объявил о разводе с Вингером.

## «Сладкая жизнь»
В 2006 году Лукас снял двухчастный фильм «Сладкая жизнь» (итал. Michael Lucas' La Dolce Vita), порнографический ремейк одноименной классики мирового кинематографа Федерико Феллини. Фильм удостоился рекордного числа наград GayVN Awards, выиграв во всех категориях, в которых он был номинирован. В 2007 компания International Media Films, Inc., которой принадлежат права на «Сладкую жизнь» Феллини, обратилась в суд с требованием прекратить продажи «Сладкой жизни» Лукаса и возместить убытки, связанные с нарушением авторского права. В 2010 году суд отклонил требования International Media Films и вынес вердикт в пользу Лукаса, так как существует множество порнографических фильмов, пародирующих традиционные кинофильмы, и это не является нарушением закона.

## Награды
- 2000 Adult Erotic Gay Video Awards («Grabbys») Лучший новичок — режиссёр
- 2001 GayVN Awards Лучшее сольное исполнение, Fire Island Cruising
- 2007 GayVN Awards Лучший актёр, Michael Lucas' La Dolce Vita
- 2007 GayVN Awards Лучший триолизм, Michael Lucas' La Dolce Vita
- 2007 GayVN Awards Лучший режиссёр, Michael Lucas' La Dolce Vita (Tony DiMarco, сорежиссёр)
- 2008 XBIZ Award ЛГБТ-режиссёр года (вместе с Tony DiMarco)[18]
- 2008 XBIZ Award Publicity Stunt of the Year, Michael Lucas Found Dead[18]
- 2009 GayVN Awards Зал славы GayVN